# Passiveren
Passiveren is een oppervlaktebewerkingstechniek, die meestal volgt na het beitsen en spoelen, waarbij het oppervlak van een voorwerp wordt voorzien van een passieve deklaag. Het resultaat van het passiveerproces is meestal een zilvergrijs oppervlak.

## Proces
Het eigenlijke passiveren geschiedt bij roestvast staal door een behandeling in een bad met salpeterzuur, waardoor de passieve toestand terugkeert door herstel van het laagje chroomoxide. Door deze behandeling krijgt het onderliggende metaal zijn oorspronkelijke corrosiebescherming terug.
Bij koolstofstaal wordt citroenzuur als passiveervloeistof toegepast om vliegroest te voorkomen.